# Norman Howard
Norman Howard (* 25. August 1944 in Cleveland) ist ein Musiker (Trompete, Komposition) des Free Jazz, der zunächst vor allem durch seine Zusammenarbeit mit dem Saxophonisten Albert Ayler bekannt wurde.

## Leben und Wirken
Howard wuchs in derselben Gegend Clevelands wie Ayler auf und musizierte mit diesem, bevor er zur Armee einberufen wurde. Nach der Rückkehr von Ayler folgte er diesem Anfang 1964 nach New York City.
Mit Ayler, den Bassisten Henry Grimes bzw. Earle Henderson (ebenfalls aus Cleveland) und dem Schlagzeuger Sunny Murray nahm er für das Label Debut Records Aylers Album Spirits auf. Angeblich war das dort enthaltene Klagelied Witches and Devils eine Komposition von Howard, wurde ihm aber auf dem Album nicht zugeschrieben.
Bald darauf kehrten Howard und Henderson aufgrund des Mangels an Auftritten nach Cleveland zurück. Dort arbeitete Howard weiter an seinen Kompositionen und erprobte sie mit verschiedenen lokalen Musikern, etwa mit dem Saxophonisten Joe Phillips (später bekannt als Yusuf Mumin), dem Bassisten Walter Cliff und dem Schlagzeuger Corney Millsap, mit denen er sein Quartett gründete. Ende 1968 ging die Gruppe ins Studio, um das Material für zwei Alben aufzunehmen. Ein Teil des Materials war für ESP-Disk bestimmt, wo es jedoch zunächst nicht erschien. 1989 erschien das 1968 aufgenommene Album Signals, dann auch das zweite Album Burn Baby Burn. Howard wurde Anhänger der Nation of Islam und gab das Musikmachen auf.
Mats Gustafsson nahm in unterschiedlichen Besetzungen das Album The Music of Norman Howard auf, das vier seiner Stücke enthielt und 2002 bei Anagram erschien.

## Diskographische Hinweise
- Albert Ayler: Spirits (Debut 1966; später als Witches and Devils bei Freedom)
- Signals (Homeboy Music, 1989)
- Norman Howard & Joe Phillips: Burn, Baby, Burn (Homeboy Music, 1993/ESP-Disk, 2007)